# Meurtre à Sasebo en 2014
Pour le meurtre de 2004 dans la même ville, voir Meurtre à Sasebo en 2004.
Le meurtre commis à Sasebo en 2014 est celui d'une jeune Japonaise de 15 ans, Aiwa Matsuo, par une de ses camarades, qui après l'avoir frappée à coups de marteau puis étranglée le samedi 26 juillet au soir, s'est ensuite acharné sur son corps, la décapitant et lui sectionnant une main. Les deux jeunes filles avaient auparavant passé une partie de la journée ensemble pour faire des courses. 
La meurtrière présumée est une jeune fille d'un peu moins de 16 ans au moment du crime, en apparence douée et bien élevée, provoquant la stupéfaction de certains de ses proches devant une telle folie meurtrière. Elle avait cependant tenté d'assassiner deux de ses camarades de classe en versant de l'eau de Javel dans leur nourriture, et avait d'autre part reconnu avoir tué et disséqué un chat. 
Après l'arrestation de la meurtrière, le père de celle-ci se suicide. La jeune meurtrière consultait un psychologue après avoir blessé son père au mois de mars avec une batte de métal, selon un avocat.  